# (300006) 2006 UY42
(300006) 2006 UY42 es un asteroide perteneciente al cinturón de asteroides, descubierto el 16 de octubre de 2006 por el equipo del Spacewatch desde el Observatorio Nacional de Kitt Peak, Arizona, Estados Unidos.

## Designación y nombre
Designado provisionalmente como 2006 UY42.

## Características orbitales
2006 UY42 está situado a una distancia media del Sol de 3,109 ua, pudiendo alejarse hasta 3,321 ua y acercarse hasta 2,896 ua. Su excentricidad es 0,068 y la inclinación orbital 8,574 grados. Emplea 2002,38 días en completar una órbita alrededor del Sol.

## Características físicas
La magnitud absoluta de 2006 UY42 es 15,8.